# N. T. 라마 라오 주니어

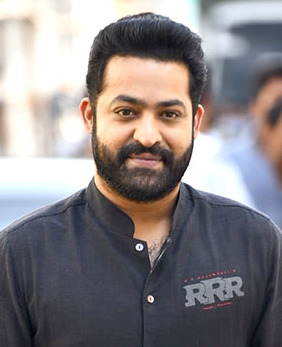
2022년 모습

N. T. 라마 라오 주니어(N. T. Rama Rao Jr, 본명: 난다무리 타라카 라마 라오 주니어, Nandamuri Taraka Rama Rao Jr., 1983년 5월 20일 ~ )는 주로 텔루구어 영화에서 일하는 인도 배우이다. 2012년부터 포브스 인디아의 유명인 100인 목록에 포함되었다. 언론에서 "대중의 남자"라고 불리는 그는 30편의 영화에 출연했다. 라오의 영예에는 필름페어 어워드(Filmfare Award) 3개, 난디 어워드(Nandi Award) 2개, 실마 어워드(Siima Award) 2개, CineMAA 어워드 4개, IIFA 어워드 1개가 포함된다.